# Борозниста райка
Борозниста райка (Gastrophryne) — рід земноводних підродини Gastrophryninae родини Карликові райки. Має 5 видів.

## Опис
Загальна довжина представників цього роду коливається від 2,5 до 5 см. Спостерігається статевий диморфізм: самиця більша за самця. Голова середня, витягнута уперед. Очі з округлою зіницею. Тулуб широкий, масивний, у деяких видів навіть товстий. По спині проходять чітко виражені світлі борозни. Звідси походить назва цих земноводних. У самців присутні горловий резонатор. Добре розвинені кінцівки, на яких по 3 пальці. Вони позбавлені перетинок, мають лише невеличкі присоски. Другий палець задньої лапи більший за інші. Забарвлення переважно коричнювате, червонувате, сірувате, оливкове. По спині хаотично розкидані темні цяточки.

## Спосіб життя
Полюбляють савани, рідколісся, луки, плантації. Здатні рити нори, що роблять задніми лапами. Активні вночі або у присмерку. Живляться дрібними безхребетними.
Це яйцекладні амфібії. Самиці відкладають до 100—150 яєць.

## Розповсюдження
Мешкають у США та Центральній Америці.

## Види
- Gastrophryne carolinensis
- Gastrophryne elegans
- Gastrophryne olivacea
- Gastrophryne pictiventris
- Gastrophryne usta